# Зумакулов, Алим Вячеславович
Алим Вячеславович Зумакулов (род. 5 февраля 1992, Нальчик) — российский футболист, защитник и опорный полузащитник гонконгского клуба «Туэн Мун».

## Биография
Воспитанник РСДЮШОР им. А. Апшева. В начале карьеры выступал за студенческую команду Кубанского государственного университета и любительские клубы Краснодарского края и республики Кабардино-Балкария. Некоторое время провёл в Санкт-Петербурге, где работал продавцом-консультантом в обувном магазине, а также поддерживал игровую форму в любительской лиге.
В 2017 году подписал контракт с клубом чемпионата Монголии «Сэлэнгэ Пресс». Договор с клубом был рассчитан на один сезон, однако из-за проблем с визой его пришлось разорвать досрочно, после чего Зумакулов вернулся в Россию, где выступал за любительский «Локомотив» из Кропоткина. В 2018 году вновь получил предложение из Монголии и провёл в местном чемпионате около двух лет, выступая за команды «Андууд Сити» и «Хаан Хунс». В составе «Андууд Сити» был бронзовым призёром чемпионата в сезоне 2018. 
После ухода из клуба, искал себе команду через Facebook, отправляя нарезку своих матчей, пока не получил предложение от тайваньского клуба «Тайнань Сити». По итогам сезона 2020 стал чемпионом Тайваня, сыграв 20 матчей из 21 и забив 1 гол. Также становился чемпионом в сезонах 2021, 2022 и 2023, трижды принимал участие в групповой стадии Кубка АФК.
В 2024 году несколько месяцев играл в Бутане, а затем в Таиланде.
В 2025 году подписал контракт с гонконгским клубом «Туэн Мун», выступающим во втором по силе дивизионе.

## Достижения
«Андууд Сити»
- Бронзовый призёр чемпионата Монголии: 2018

«Тайнань Сити»
- Чемпион Тайваня (4) : 2020, 2021, 2022, 2023